# Satan Spits on Children of Light
Satan Spits on Children of Light è il primo album in studio del gruppo musicale Devil Master, pubblicato nel 2019 dalla Relapse Records. Il sound proposto nel disco è riconducibile sia al punk rock che al black metal, non disdegnando richiami a numi tutelari del genere estremo come Venom e Bathory.

## Tracce
1. Listen, Sweet Demons... – 1:40
2. Nightmares in the Human Collapse – 2:56
3. Black Flame Candle – 2:47
4. Devil Is Your Master – 1:57
5. Christ's Last Hiss – 4:16
6. Skeleton Hand – 4:22
7. Nuit – 2:07
8. Gaunt Immortality – 2:34
9. Desperate Shadow – 3:00
10. Her Thirsty Whip – 3:25
11. Dance of Fullmoon Specter – 3:01
12. Webs of Sorrow" – 4:14
13. XIII – 0:33

## Formazione
- Disembody - voce
- Darkest Prince - chitarra
- Hades Apparition - chitarra
- Spirit Mirror - basso
- Dodder - tastiera
- Del - batteria